# Diodo Josephson
Um diodo Josephson é um dispositivo eletrônico que superconduz corrente elétrica em uma direção e é resistivo na outra direção. O dispositivo é uma junção Josephson que exibe um efeito de diodo supercondutor (SDE). Trata-se de um exemplo de uma junção Josephson de material quântico (QMJJ), onde a ligação fraca na junção é um material quântico. O efeito diodo Josephson pode ocorrer em dispositivos supercondutores onde a simetria de reversão temporal e a simetria de inversão são quebradas.
Os diodos Josephson podem ser subdivididos em duas categorias: aqueles que requerem um campo (magnético) externo e aqueles que não requerem um campo magnético externo; os chamados diodos Josephson "sem campo". Em 2021, o diodo Josephson foi realizado na ausência de campo magnético aplicado em um material não centrosimétrico, seguido logo depois pela primeira realização do diodo Josephson sem campo em um dispositivo com simetria de inversão.

## História

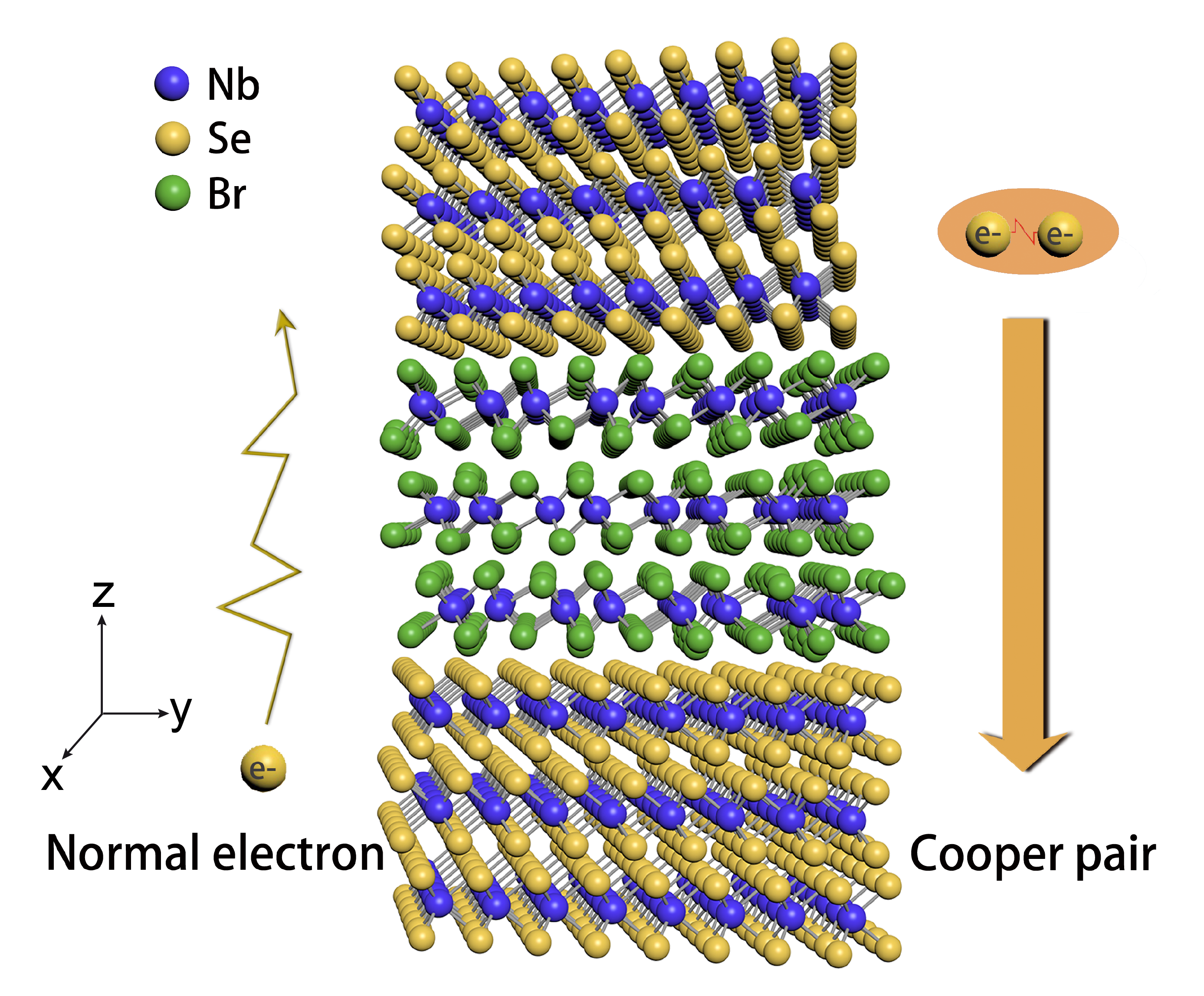
Esquema exemplo do primeiro diodo Josephson sem campo usando NbSe_{2} e Nb_{3}Br_{8}

O diodo Josephson é nomeado em homenagem ao físico britânico Brian David Josephson, que previu o Efeito Josephson; e ao diodo resistivo, já que possui uma função similar. Em 2007, um "diodo Josephson" foi proposto com um design semelhante às junções p-n convencionais em semicondutores, mas utilizando supercondutores dopados com buracos e elétrons. Isso é diferente do "diodo fluxônico Josephson" que foi introduzido antes dos anos 2000. Também é diferente de como o termo é atualmente utilizado, onde um diodo Josephson é uma junção Josephson que exibe um efeito de diodo supercondutor.
Em 2020, um efeito de diodo supercondutor foi demonstrado em uma super-rede artificial [Nb/V/Ta]n. Em 2021, um efeito de diodo supercondutor sem campo foi realizado em uma heteroestrutura de van der Waals de NbSe2/Nb3Br8/NbSe2 - um diodo Josephson. Esta heteroestrutura é uma junção Josephson de material quântico, na qual o elo fraco (Nb3Br8) é um material quântico que se prevê ser um isolante atômico obstruído / isolante de Mott, e é não centrossimétrico, o que significa que distingue entre elétrons com momentum positivo e negativo. Pouco depois, um efeito de diodo de campo zero foi observado em pequenos ângulos de torção do grafeno tricamada, um sistema que possui simetria de inversão no plano; neste caso, o próprio estado supercondutor é responsável pela quebra da Simetria de reversão temporal e da simetria de inversão no plano.

## Efeito do diodo supercondutor
O efeito do diodo supercondutor é um exemplo de supercondutividade não recíproca, onde um material é supercondutor em uma direção e resistivo na outra. Isso leva à Retificação de meia onda quando uma onda quadrada de corrente alternada é aplicada. Em 2020, esse efeito foi demonstrado em uma super-rede artificial [Nb/V/Ta]n. O fenômeno no diodo Josephson é acreditado originar-se do tunelamento assimétrico de Josephson. Ao contrário dos diodos de junção semicondutores convencionais, o efeito do diodo supercondutor pode ser realizado em junções Josephson, bem como em supercondutores em massa sem junção.

## Teorias
Atualmente, o mecanismo preciso por trás do efeito do diodo Josephson não é totalmente compreendido. No entanto, algumas teorias surgiram e estão agora sob investigação teórica. Existem dois tipos de diodos Josephson, relacionados com quais simetrias estão sendo quebradas. O diodo Josephson que quebra a inversão, e o diodo Josephson que quebra a inversão e a reversão temporal. O requisito mínimo de quebra de simetria para a formação do diodo Josephson é a quebra da simetria de inversão e é necessário para obter transporte não recíproco. Um mecanismo proposto tem origem nos pares de Cooper com momento finito. Também é possível que o efeito do diodo supercondutor no JD tenha origem nos efeitos de auto-campo, mas isso ainda precisa ser estudado rigorosamente.